# Frontopsylla ornata
Frontopsylla ornata är en loppart som beskrevs av Tiflov 1937. Frontopsylla ornata ingår i släktet Frontopsylla och familjen smågnagarloppor. Inga underarter finns listade i Catalogue of Life.